# Nymphon tenellum
Nymphon tenellum är en havsspindelart som först beskrevs av Sars, G.O. 1888.  Nymphon tenellum ingår i släktet Nymphon och familjen Nymphonidae. Inga underarter finns listade i Catalogue of Life.